# Masanobu Fukuoka
Masanobu Fukuoka 福岡 正信 (2. února 1913, Minamijamasaki-mura (南山崎村) v okrese Ijo (伊予), nyní spadá pod město Ijo-ši (伊予市) v prefektuře Ehime – 16. srpna 2008) byl japonský filozof, ekologický aktivista a propagátor tzv. přírodního farmaření (šizen nóhó, 自然農法), jehož koncept založil a propracoval. Jeho podstatou je bezorebné obdělávání půdy a nechemický způsob hnojení. Někdy je též nazýváno „nicnedělající zemědělství“. Má blízko k permakultuře či ekologickému zemědělství. Kořeny této ideologie jsou v roce 1937, kdy Fukuoka onemocněl zápalem plic a v horečkách prý prožil „spirituální zážitek“, který ho vedl k opuštění práce agronoma, návratu na farmu v rodném kraji a stvoření konceptu „přírodního farmaření“ (kolem roku 1938). Populární se v Japonsku stal v 70. letech, zejména poté, co v roce 1975 vydal knihu Revoluce jednoho stébla slámy. Kniha byla přeložena do dvaceti jazyků.